# Desaparición de Tiffany Whitton

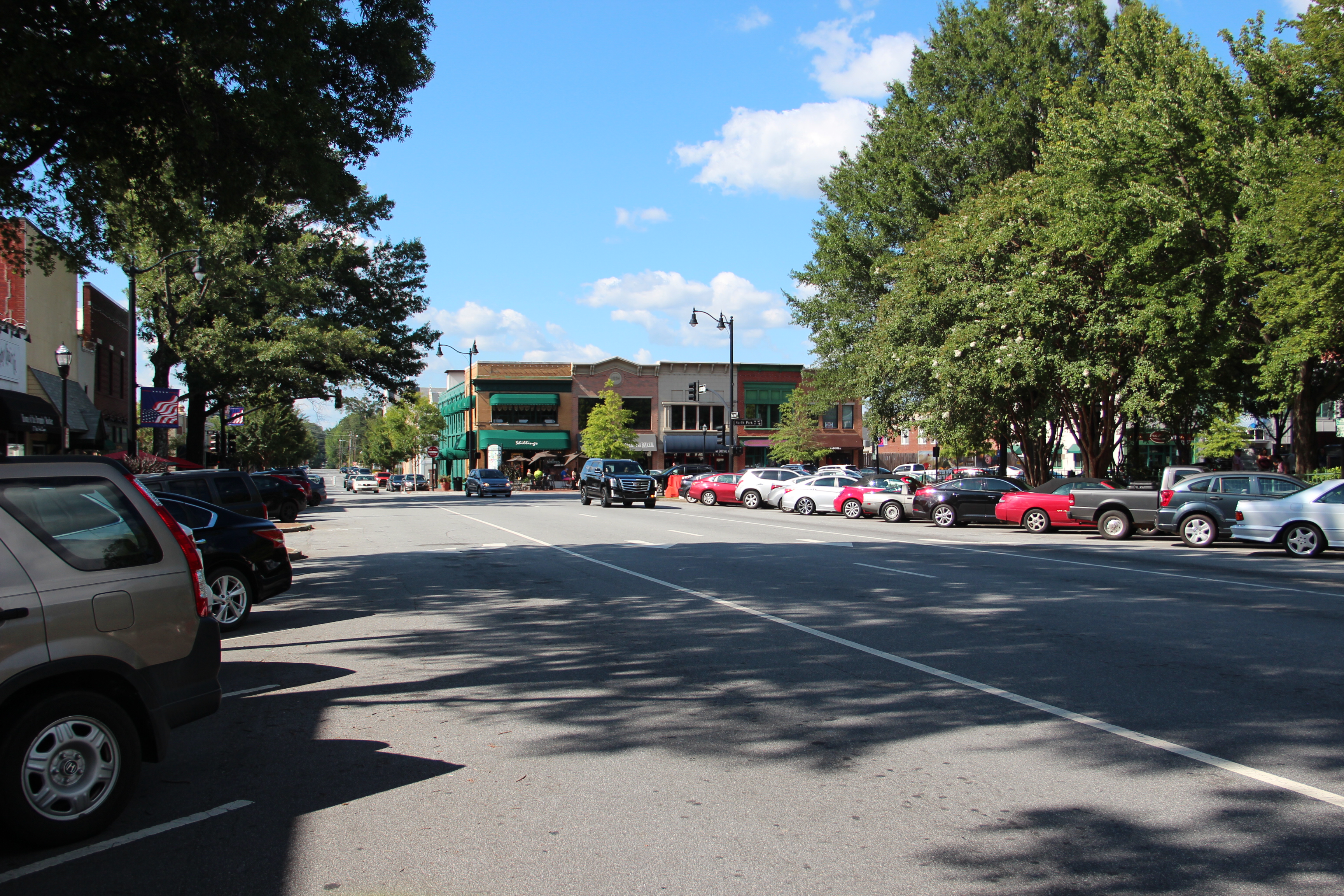
Calle principal de Marietta (Georgia).

Tiffany Michelle Whitton (nacida el 30 de enero de 1987) era una joven estadounidense que desapareció después de un incidente con unos agentes de seguridad de un hipermercado de la compañía Walmart en la localidad de Marietta (Georgia), en la madrugada del 13 de septiembre de 2013. Después de ser observada aparentemente robando, llegó a enfrentarse a la salida de la tienda con los agentes, zafarse y huir, sin volver a ser vista desde entonces.
En el momento de su desaparición, Whitton, con antecedentes penales, estaba desempleada, era adicta a la heroína y la metanfetamina, y tenía una relación complicada con su novio, Ashley Caudle, quien estaba con ella en el Walmart en el momento de los hechos. Horas después de los sucesos, avisó de que no había llegado a casa, yendo a un restaurante cercano donde trabajó para buscarla; aun sin encontrarla, y sin contar con referencia de búsqueda, decidió no advertir ni a su familia ni a la policía. La madre de Whitton, acostumbrada a las ausencias frecuentes y a veces largas e inexplicables de su hija, acudió a la policía en enero de 2014.
Debido al historial criminal de Caudle, sus declaraciones sobre los eventos que hizo esa noche más tarde y su falta de información a las autoridades o la familia de Whitton cuando no pudo localizarla, fue considerado por los investigadores como la principal personas de interés en el caso.
En 2016, el periodista Tom Junod escribió un artículo sobre el caso en la revista Esquire, viendo el silencio de los medios sobre el caso de Whitton como una excepción al llamado síndrome de la mujer blanca desaparecida. Si bien Whitton era blanca (caucásica), sus antecedentes penales la convirtieron en un tema menos atractivo para informar. Su madre se quejó de que algunos programas de televisión que dedicaban tiempo aire a estos casos le habían dicho que no estaban interesados en la desaparición de su hija. Junod también informó que el medio hermano de Whitton, afirmó haber recibido una llamada telefónica de Tiffany en enero de 2014, cuatro meses después de desaparecer.

## Trasfondo
La madre de Tiffany Michelle Whitton, nacida en 1987, era Lisa Daniels, quien se divorció del padre de su hija poco después del nacimiento de Tiffany. Daniels la recuerda como "feliz y afortunada" y "traviesa" durante su primera infancia en Kennesaw, uno de los suburbios de Atlanta, pero también vio signos de problemas posteriores de su hija. Cuando Whitton tenía dos años, Daniels le dijo a Esquire en 2016 que encontraba cosas en su caja de los juguetes que no le pertenecían, adivinándose visos de pequeños hurtos sin importancia que llevaba a cabo de sus compañeros del jardín de infancia. También añadió que su hija se convirtió en una mentirosa más consumada a medida que crecía.
Cuando llegó a la edad adulta, Whitton se volvió más rebelde. Abandonó la escuela secundaria en su segundo año, poniendo fin a las primeras ambiciones de convertirse en veterinaria. Renunció a adoptar un niño de un embarazo adolescente, diciendo posteriormente que aquella experiencia la afectó permanentemente. En 2008 había tenido una hija, y comenzó a usar drogas. Primero se volvió adicta a la oxicodona y fue sorprendida robando un par de chanclas en el hipermercado Walmart. Intermitentemente, trabajaba como camarera. En Facebook se describió a sí misma como una camarera de Hooters que vivía en Kennesaw.
En marzo de 2011, Whitton, que vivía en la ciudad de Dalton, al norte del estado de Georgia, junto con otras personas, fue arrestada y acusada después de un altercado en el domicilio. Whitton le dijo a la policía que le habían robado 60 dólares y que llegó a tratar de recuperarlo. Sin embargo, los investigadores sospecharon que se trataba de un pago por medicamentos que la otra persona supuestamente no entregó.
Whitton fue sentenciada a un corto período de prisión a finales de 2012. Daniels decidió hacerse cargo de su nieta y le prohibió a su hija que se acercara al hogar familiar y que no hablara con ella hasta que superase todas sus adicciones y cambiara de vida. La abuela de Tiffany, Anita Boyette, se mantuvo en contacto con ella, recogiendo a Whitton cuando fue liberada. Ingresó a un centro de rehabilitación de drogas poco después.
Después de su liberación, pudo evitar las drogas y conseguir un trabajo en un restaurante de International House of Pancakes (IHOP) en Marietta. Después de que una relación terminó debido a su infidelidad, y una compañera de cuarto, Sheila Fuller, la echara del piso por robar, conoció a Ashley "Red" Caudle, quien estaba criando a una hija pequeña por su cuenta. Los dos comenzaron a consumir y compartir metanfetamina juntos; Whitton, sin embargo, también se volvió adicto a la heroína. Caudle, quien le dijo a Esquire que no usaba esa droga, no sabía que la había estado usando hasta una mañana cuando se lo contó mientras sufría un episodio de abstinencia.
La relación de Caudle y Whitton fue, en declaraciones de sus amigas, era conflictiva, con diversos episodios de cabreos y discusiones. La policía llegó a presentarse en el motel en el que residían después de una denuncia por ruidos y altercados, que se saldó con una simple queja formal, sin proceder arresto. Cuando se mudaron a un parque de casas rodantes, sus peleas continuaron, y fueron tan frecuentes y ruidosas que fueron desalojadas.
Las adicciones de Whitton obstaculizaron seriamente su trabajo. A menudo se presentaba drogada a los turnos del restaurante; le aparecían nuevas marcas de agujas en sus brazos y la enviaban a casa. A principios de agosto, después de que las imágenes de la cámara de seguridad mostraran que había estado robando cosas, la empresa la cesó del trabajo. Como resultado de esta última acción, Lisa Daniels cesó todo contacto con su hija.
Boyette sí que mantuvo con ella el contacto, y el 8 de septiembre dejó que Whitton, Caudle y su hija fueran a su casa a lavar la ropa. Era el único miembro de la familia de Whitton que había conocido a su novio, y la última que la vio antes de su desaparición.

## Desaparición
Al final del verano, Whitton y Caudle vivían con su hija en una casa en Powder Springs. En la noche del 12 de septiembre, fueron a la casa de un amigo, Stephen Weinstein, y consumieron drogas. Poco después de la medianoche del 13 de septiembre, tomaron un vehículo prestado y fueron a la tienda Walmart en la Ruta 41 de los Estados Unidos en Marietta, cerca de su antiguo trabajo.
Los guardias de seguridad del centro Walmart observaron por cámaras de seguridad a Whitton y Caudle caminando por la tienda con un carrito durante la mayor parte de la próxima hora. Whitton, que estaba en movimiento casi continuo, incluso cuando no estaba mirando la mercancía, parecía que estaba drogada. Continuamente sacaba ropa de los estantes y la reemplazaba, siguiendo unos pasos detrás de Caudle, quien finalmente escogió algo de ropa para su hija y un altavoz portátil. Al mismo tiempo, los guardias llegaron a creer que Whitton estaba ocultando algo de ropa con la intención de robar.
A las 2 de la mañana, Whitton quería continuar el viaje, pero Caudle, por su cuenta, decidió seguir buscando algo más. Tras dirigirse a las cajas registradoras, y pagar algunos artículos, abandonó el carrito y, ya con Caudle, se dirigió a la salida, donde los guardias de seguridad les esperaban. Confrontaron a Whitton bajo sospecha de llevar ropa robada por un valor de 20 dólares. Uno de ellos agarró la correa de su bolso para detenerla. Caudle se desentendió del tema y decidió marcharse del establecimiento; en el vídeo de las cámaras de la tienda Whitton parece llamar a Caudle pero sin respuesta. Whitton soltó su bolso, se quitó las chanclas que llevaba puesta y salió corriendo. Ni Caudle ni los empleados de Walmart decidieron seguirla.

## Hechos posteriores
El video del incidente mostraba a los guardias esperando en la puerta a que Whitton regrese, al olvidarse en el enfrentamiento de sus zapatillas y del bolso. Caudle, que había visto pasivamente la aprensión de Whitton desde la puerta, llegó a vérsele hablando con ella. Más tarde, sin embargo, le dijo a la gente que había ido al vehículo, donde había dejado el teléfono, recogió un arma (una pistola o un cuchillo, en diferentes versiones) y se enfrentó a los guardias, que la dejaron ir, y ella escapó. En 2016, explicó que había contado esas historias solo para impresionar a las personas que se le acercaron para conocer la historia de Tiffany Whitton.
Caudle dijo que poco después de que Whitton huyera de la tienda, salió al estacionamiento para buscarla. No entró en el vehículo, ya que sabía que tenía drogas y temía ser arrestado si entraba. Miró alrededor de las tiendas cercanas y, un tiempo después, terminó en el anterior restaurante donde Whitton había trabajado hasta un mes antes. Sheila Fuller, excompañera de cuarto de Whitton, recuerda encontrarse con Caudle sentada en un banco fuera del restaurante en algún momento después de las 2 de la mañana.
A la mañana siguiente, Caudle regresó a la casa de Powder Springs donde vivían él, Whitton y su hija. Pasó los siguientes días tratando de encontrarla, llamando a viejos novios suyos, hospitales y cárceles en el área, llamadas que fueron verificadas y cotejadas en los registros telefónicos. Dos semanas después, le dijo a su propio oficial de la condicional que no había podido localizar a Whitton desde esa noche. Caudle también limpió el coche, hecho del que los investigadores posteriores tomaron nota, pero insistió en que lo hizo regularmente debido a los desechos relacionados con las drogas.

## Investigación
Caudle, y más tarde la madre de Whitton, realizaron algunos esfuerzos para localizar a Whitton por su cuenta en los meses posteriores al 13 de septiembre, creyendo que estaba viva y que eventualmente podría regresar, como lo había hecho después de desaparecer en el pasado. En enero de 2014, después de que Whitton no había hecho ningún contacto con Lisa Daniels o cualquier otra persona de la familia, que ella supiera, informó a la policía.

### Las acciones de su novio y su madre
Caudle no informó a la familia de Whitton de su desaparición, ni lo denunció a la policía. Lisa Daniels, que no había tenido noticias de su hija desde que interrumpió las comunicaciones en agosto, estaba acostumbrada a las largas ausencias de Whitton y esperaba que eventualmente escuchara de ella. En noviembre, una carta de demanda de un abogado de Walmart solicitando 150 dólares en cargos de restitución por los artículos que Whitton aparentemente había robado la noche de su desaparición llegó a la casa de su abuela, que Whitton usó como su dirección postal ya que se mudaba con tanta frecuencia. No era la primera vez que le enviaban una carta así, pero Boyette creía que algo podría estar mal esta vez.
Boyette también sabía que Whitton a menudo tomaba largas drogas y que, dado que había sido detenida por robar en una tienda mientras estaba en libertad condicional por los cargos de 2011, probablemente también estaba tratando de bajar su perfil y moderarse por un tiempo. Sin embargo, llamó a Caudle y se enteró no solo del incidente del 13 de septiembre que había provocado la carta, sino que él tampoco había visto a Whitton desde entonces.
Boyette informó a su hija, quien buscó en la página de Facebook de Tiffany pistas sobre su paradero y posible actividad. Normalmente muy activo en las redes sociales, Whitton dejó de publicar abruptamente el 1 de septiembre. Los mensajes de otros amigos y conocidos desde entonces indicaron que ellos tampoco habían tenido noticias suyas y expresaron su preocupación.
Daniels llamó a Caudle antes del Día de Acción de Gracias; él le contó sus llamadas a las cárceles y hospitales en los días posteriores a la desaparición de Whitton. Daniels creía que tal vez, con las próximas vacaciones de invierno, su hija al menos llamaría a su familia. Sin embargo, no lo hizo, y en enero de 2014 Daniels y Boyette informaron, ante la policía de Marietta, que Whitton había desaparecido.

### Pesquisas policiales
El detective inicial que manejó el caso, según Daniels, parecía no tener mucho interés en ella. Como temía la madre, la policía citó el turbulento pasado de Whitton y le dijo a Daniels que el caso probablemente se cerraría cuando su hija regresara por su propia voluntad o fuera arrestada en otro lugar. A finales de mes fue reasignado a otro detective, Jonnie Moeller, quien dijo más tarde que entendió por su primera conversación con Daniels que el caso de Whitton no era tan típico.
Moeller creía que Whitton probablemente estaba muerta, pero la demora en denunciar el caso a la policía había dificultado notablemente organizar una investigación efectiva. "Ya era un caso sin resolver cuando se trataba de nosotros", le dijo a Esquire. Después de hablar con Walmart, que había preservado el vídeo como evidencia en un posible procesamiento o demanda civil, y con Caudle, llegó a creer que había estado involucrado en su desaparición.
En marzo, como resultado de la investigación de Moeller, un grupo de trabajo policial multidisciplinario allanó la casa de Powder Springs, última residencia conocida de Whitton. Los oficiales encontraron marihuana, metanfetamina y armas, en medio de un interior lleno de excrementos de perro y agujas usadas. Ocho personas, incluida Caudle, fueron arrestadas por cargos derivados de la posesión de esos artículos; su hija y otro niño fueron puestos bajo custodia temporal de la agencia local de servicios sociales.
Muchos de los otros residentes de la casa además de Caudle habían conocido a Tiffany; Moeller creía que si Caudle no sabía o no le diría nada a la policía, otros sí podrían. Como resultado de la información desarrollada a partir de esa redada, el mismo grupo de oficiales ejecutó una orden de allanamiento en julio de 2014 en la casa de la madre de Caudle en Marietta. A pesar de las extensas excavaciones y búsquedas con perros cadáveres, no encontraron nada que les proporcionara pistas.
En 2015, Caudle se declaró culpable en el condado de Cherokee de los cargos de posesión de metanfetamina con la intención de distribuir y poseer un arma de fuego mientras era un delincuente convicto. Fue sentenciado a una pena de entre 10 y 20 años de prisión, un mínimo que le dijo el juez como resultado de la creencia de que no estaba cooperando completamente en la investigación de Whitton.

## Desarrollos posteriores
A mediados de 2015, el caso fue transferido a un tercer detective cuando Moeller, angustiada por su incapacidad para cerrar el caso, dejó la oficina de detectives para enseñar en la academia de policía de la ciudad. Su reemplazo, Mike Freer, logró obtener lo que parecía ser una ruptura importante en el caso cuando el fiscal de distrito del condado de Cobb dijo que un traficante de metanfetamina había escuchado de algunos de sus amigos que un tiempo después de que Tiffany desapareciera, Caudle y otros amigos habían conducido hasta el lago Allatoona, al norte del área de Atlanta, y arrojaron un barril desde el puente Bethany.
El Departamento de Recursos Naturales de Georgia se personó en la zona y usó un sonar, encontrando un objeto voluptuoso en el fondo del río. Sin embargo, cuando los buzos de la patrulla estatal bajaron a mirar, el objeto resultó ser un gran trozo de concreto de la construcción del puente. Esto fue uno de los últimos intentos oficiales de encontrar a Whitton, entregando el caso a un nuevo equipo en 2016 tras ver imposible continuar con las pistas dadas.
En abril de 2016, la revista Esquire publicó un artículo sobre la desaparición de Whitton. El reportero Tom Junod estaba interesado en los casos de mujeres que no desencadenan lo que a veces se ha llamado síndrome de la mujer blanca desaparecida, término usado para el interés, en algunos puntos sobredimensionado, que los medios de comunicación dedican a una cobertura sobre un asesinato o desaparición. A pesar de que las mujeres son blancas, Junod creía que algunas son ignoradas debido a sus antecedentes problemáticos. Junod eligió el caso de Whitton, así como el de otras mujeres con perfiles similares que habían desaparecido en años anteriores. Tan sólo tres de ellas fueron encontradas, todas ellas muertas. Daniels le dijo al periodista que había tratado de llamar la atención a los productores de algunos programas televisivos que dedicaban a realizar programas sobre desapariciones para que incluyeran en algún segmento el caso de su hija, siendo esto rechazado al no verle interés alguno.
Además de Daniels, Junod entrevistó a Boyette, Caudle y Fuller, así como a los detectives que habían investigado el caso. No sólo notó las mentiras de Caudle acerca de sacar un arma cuando Tiffany se enfrentó a los guardias de seguridad, también le pilló en el asunto de la presunta llamada a Tiffany al poco de desaparecer, al expresar primero que así lo hizo y luego que no pudo hacerlo al tener el móvil en el coche cargándose.
Sin embargo, el teléfono condujo a otra revelación. Según el medio hermano de Whitton, Blake, le deseó un feliz cumpleaños en Facebook cinco días después de que fuera dicha fecha, lo que Daniels descartó como prueba de que Caudle estuviera usando el teléfono de Whitton para crear la impresión de que todavía estaba viva. No obstante, Blake le dijo a Junod que ella también lo llamó. Blake recordó que llegó a través de una aplicación "con un número extraño". Casi lo había dejado sin respuesta. Estaba seguro de que era su media hermana ya que ella incluso lo llamó por un apodo de la infancia. Si bien Junod creía que Blake no estaba mintiendo, no estaba seguro de que fuera exacto en su recuerdo, posiblemente confundiendo el mensaje de Facebook a tiempo con una conversación telefónica anterior. El fiscal de distrito del condado de Cobb trató de obtener los registros telefónicos de Blake.

## Teorías
Daniels creyó durante mucho tiempo que su hija fue asesinada, siendo responsable de su muerte Caudle, debido a que no le informó a ella ni a la policía de su desaparición. "Él sabe lo que le sucedió y sabe dónde está", le dijo al diario The Atlanta Journal Constitution en 2017. "De eso no tengo dudas". Daniels se convenció aún más cuando vio una grabación de una conversación de videoteléfono en la prisión que Caudle tuvo con una visitante femenina. En él, saluda con la mano una copia del volante de la persona desaparecida de Whitton que Moeller le había traído y lo acerca a la cámara, mientras habla con confianza, a diferencia de la forma en que Junod lo recordó. Después de su entrevista en la prisión, Moeller le dijo a Junod que ella tampoco tenía dudas de que él la tenía En la teoría de Daniels, Whitton habría ido directamente al vehículo de Caudle. "O tuvieron una pelea y él la mató, o ella sufrió una sobredosis y no hizo nada". Sin embargo, la oficina del fiscal de distrito dice que el caso no se ajusta al patrón típico de muerte por sobredosis de drogas, ya que la mayoría de las víctimas no desaparecen después.
Los intentos de echarle la culpa a Caudle fueron complicados. Junod escribió las dudas considerables sobre su autoría. Para él, haber matado a Whitton, ya fuera de manera deliberada o accidental, y luego haber ocultado su cuerpo tan bien que no haya aparecido ninguna señal en ese breve lapso de tiempo, requeriría "eficiencia sádica y competencia casi milagrosa", algo de lo que carecía. Daniels también cree que su hija se habría resistido vigorosamente si alguien hubiera intentado matarla. Si bien Caudle dijo que las cámaras de varias tiendas de la zona habrían grabado su paso por la autopista hasta el restaurante, dichas imágenes no han conseguido ser encontradas.